# O Cortesão

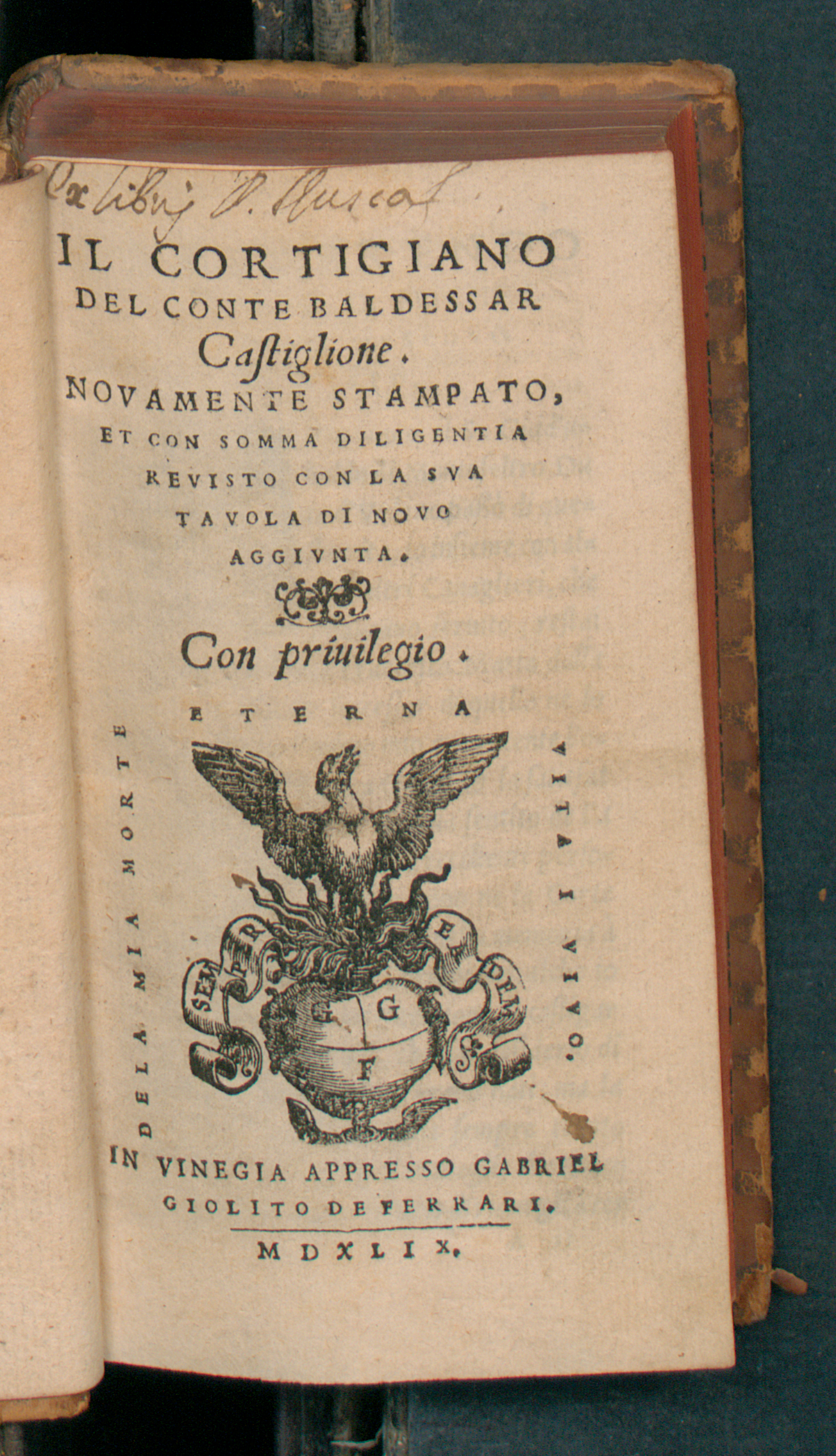
Frontispício da edição de 1549.

O Cortesão ou O Livro do Cortesão, (em italiano, Il libro del cortigiano), é uma obra escrita por Baldassare Castiglione (1478-1529) e publicada em 1528.
O livro é um manual didático de etiqueta e ética cortesã, organizado em forma de diálogos. Sua filosofia foi inspirada principalmente no humanismo renascentista e na obra de Platão e Cícero. Tem um fundo retórico e idealista, defendendo um modelo de vida calcado na moderação, no decoro, na simplicidade, na modéstia, nas boas maneiras, no conhecimento dos próprios limites, do lugar de cada um na hierarquia estabelecida e do comportamento adequado a cada situação, buscando a harmonia social, mas também se posicionava contra as posturas excessivamente afetadas, alegando que a pessoa deveria mostrar o que de fato é. Ele reconhecia a virtual inexistência do "cortesão perfeito", mas recomendava uma busca incessante pelo aperfeiçoamento individual em direção ao modelo idealista que propunha. Alertava contra o saudosismo distorcido daqueles que em sua velhice alegavam que as cortes do passado foram melhores e mais dignas do que as do seu presente, reconhecia que o mundo real sempre foi impregnado de corrupção, violência e outros problemas, e estava ciente das dificuldades encontradas pelos cortesãos nos ambientes palacianos, onde as intrigas nos bastidores e a luta pelo poder eram permanentes. Entendia que para um cortesão amante da paz era essencial estar atento às flutuações de humores e interesses dos príncipes, mas também dos outros cortesãos. Aceitava, por isso, o que chamava de "dissimulação honesta", quando se encontra uma situação adversa que é impossível de evitar. Na interpretação de Edmir Míssio, 
"A dissimulação honesta é recurso previsto para variadas situações, remetendo, no entanto,  geralmente, a uma mesma condição: a de enfrentamento de uma dificuldade por meio do ardil, seja por recuo, desvio, silêncio, ocultação, ou ainda pela imaginação. Recorre-se à dissimulação honesta por benevolência, respeito, medo, vantagem e/ou beleza. [...] E se a dissimulação, de modo geral, serve tanto para o ataque quanto para a defesa, quando honesta não prevê a ofensa, o dano, é voltada antes à adaptação ao mundo mas, como se viu, pode prover mudanças. O contexto da autodefesa em presença do poder de um soberano é apenas um dos casos de uso do recurso. O seu uso também ocorre entre os pares por meio das boas maneiras".
Castiglione era um conde, mas não considerava imprescindível um nascimento nobre para o bom cortesão, pois acreditava que sendo o homem um filho de Deus, dotado de engenho, graça e razão, podia elevar-se por seus próprios meios. Para ele o "cortesão perfeito" deveria ser semelhante a um educador, que ensina através do exemplo pessoal e não apenas da retórica, e por isso enfatizava a importância de um preparo esmerado tanto nas artes da espada como nas do intelecto, como a filosofia, a política, a literatura, as artes visuais e a música. Tendo essa formação e levando uma vida exemplar, poderia almejar ser um conselheiro de príncipes e colaborar na transformação da sociedade para melhor. Neste ponto distingue o cortesão do adulador, aquele que busca apenas sua promoção pessoal sem considerar se o príncipe toma um bom ou mau caminho em suas decisões.
O livro teve uma recepção extremamente favorável. Somente no século XVI foi traduzido para cinco outras línguas, circulando amplamente, e é ainda hoje um dos textos renascentistas mais conhecidos, tendo gerado considerável bibliografia crítica.